# عجلة فخار

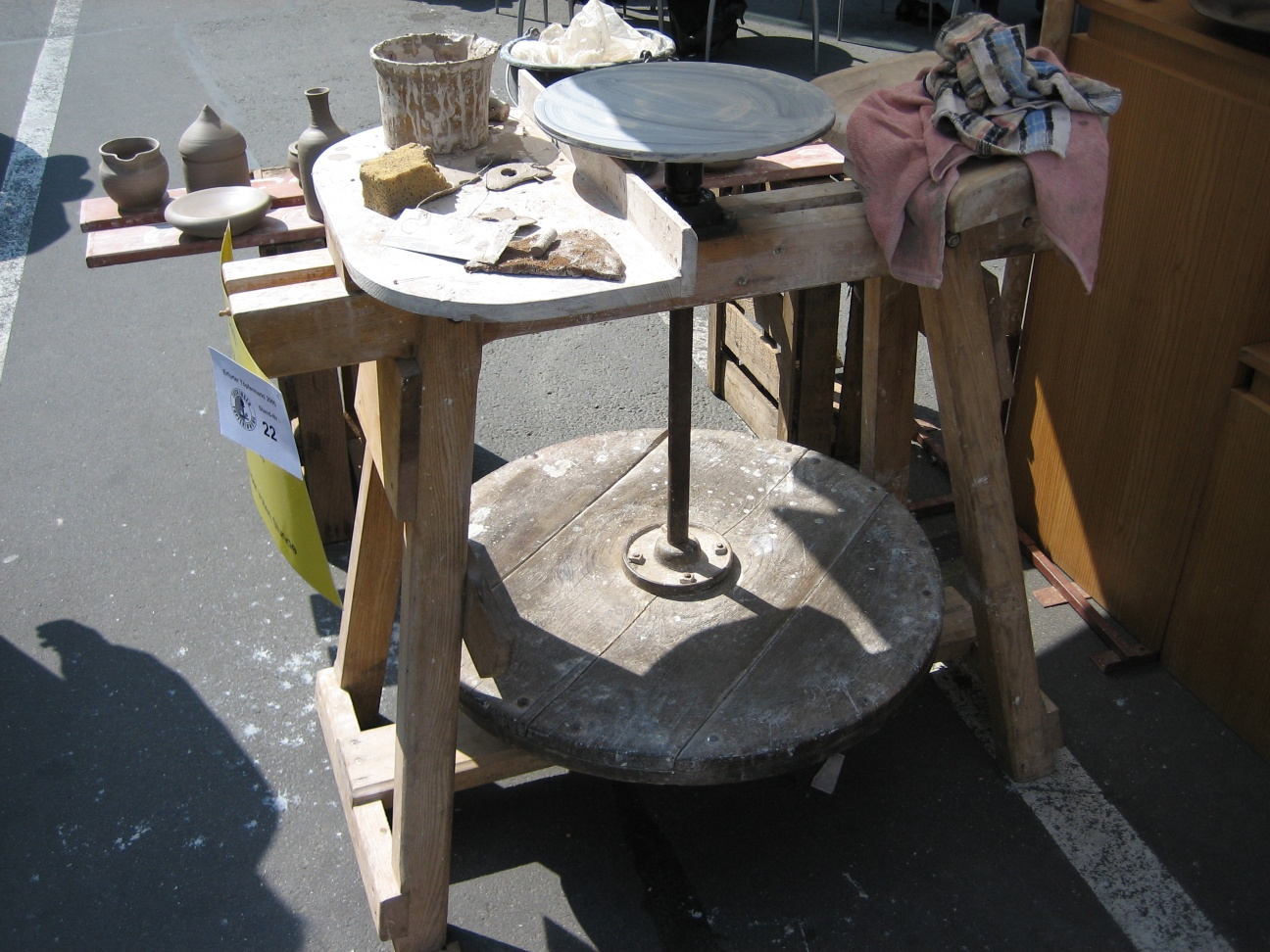
أداة لصنع الفخار قديمة من مدينة إيرفورت في ألمانيا

عجلة فخار أو دولاب الخزَّاف هي أداة دوارة تستعمل لصناعة الفخار، توضع فوق هذه الأداة طين من الفخار ويتم تدوير الآلة التي فوقها الفخار لصناعة أشكال معينة من الفخار كالأواني والكؤوس والتماثيل. استخدمت هذه الآلة منذ القدم وكان السومريون في بلاد ما بين النهرين هم أوّلَ من استخدم هذه الآلة.